# レフ・アルツィモビッチ
レフ・アルツィモビッチ（Lev Andreyevich Artsimovich、1909年2月25日-1973年3月1日）は、ソビエト連邦の物理学者である。1953年にソビエト連邦科学アカデミー会員に選ばれ、1957年から評議会員を務めた。1969年に社会主義労働英雄受章。

## 研究
アルツィモビッチは、核融合およびプラズマ物理学の分野で研究を行った。
1930年から1944年までヨッフェ物理学技術研究所で研究を行い、1944年にソビエト連邦の原子爆弾開発プロジェクトに参加するため、ソ連科学アカデミー第2実験室（現在のクルチャトフ研究所）に務めた。1951年から死去する1973年まで、ソビエト連邦核融合エネルギープログラムを指揮した。
彼は、核融合反応炉の特殊な型である「トカマク型の父」として知られる。かつて、アルツィモビッチが「最初の熱核反応炉はいつ稼働するのか」と尋ねられた時、「人類がそれを必要とすれば、恐らくその少し前に」と答えた。
彼の指導の下、熱核融合反応は、実験室内で初めて生み出された。
1963年から1973年までソビエト連邦パグウォッシュ会議の副議長とソビエト連邦物理学者国内委員会の議長を務めた。
1966年にはアメリカ芸術科学アカデミーの外国人名誉会員に選ばれた。月のクレーターアルツィモビッチは、彼の名前に因んで名づけられた。

## 受賞等
- 1953年 - ソビエト連邦科学アカデミー会員
- 1953年 - スターリン国家賞第1席
- 1957年 - ソビエト連邦科学アカデミー評議員
- 1958年 - レーニン賞
- 1965年 - チェコスロバキア科学アカデミー名誉会員
- 1966年 - アメリカ芸術科学アカデミー外国人名誉会員
- 1968年 - スウェーデン科学アカデミー外国人会員
- 1969年 - ユーゴスラビア科学アカデミー名誉会員
- 1969年 - 社会主義労働英雄
- 1970年 - テキサス州名誉住民
- 1971年 - ソビエト連邦国家賞
- 1972年 - ワルシャワ大学名誉博士
- レーニン勲章　4度
- 労働赤旗勲章　2度